# Ізмір (аеропорт)
Аеропорт Ізмір імені Аднана Мендереса (тур. İzmir Adnan Menderes Havalimanı) ((IATA: ADB, ICAO: LTBJ) — міжнародний аеропорт Ізміра, розташований за 18 км на північний захід від міста у районі Газіемір. Названо на честь турецького прем'єр-міністра Аднан Мендерес.
Аеропорт є хабом для:
- Corendon Airlines
- Pegasus Airlines
- SunExpress
- Turkish Airlines

## Авіалінії та напрямки, травень 2023

### Пасажирські
| Авіакомпанія         | Пункт призначення |
| -------------------- | --- |
| Aegean Airlines      | Афіни |
| Aer Lingus           | Сезонний: Дублін |
| Air Serbia           | Белград |
| AnadoluJet           | Анкара, Стамбул–Сабіха Гьокчен, Шанлиурфа Сезонний: Орду-Гіресун, Тебріз, Тегеран–Імам Хомейні |
| ATA Airlines         | Сезонні: Тегеран–Імам Хомейні |
| Azerbaijan Airlines  | Сезонний: Баку |
| Belavia              | Сезонний чартер: Мінськ |
| Corendon Airlines    | Амстердам, Берлін, Брюссель, Кельн/Бонн, Дюссельдорф, Франкфурт, Гамбург, Ганновер, Мюнхен, Нюрнберг, Париж–Шарль де Голль, Штутгарт, Відень |
| easyJet              | Сезонний: Ліверпуль, Лондон–Гатвік, Лондон–Лутон |
| Enter Air            | Сезонний чартер: Гданськ, Катовиці, Познань, Варшава-Шопен |
| Eurowings            | Сезонний: Кельн/Бонн, Дюссельдорф, Штутгарт |
| flydubai             | Сезонний: Дубай |
| FlyOne               | Сезонний чартер: Кишинів |
| Freebird Airlines    | Сезонний чартер: Брюссель, Медіна |
| GetJet Airlines      | Сезонний чартер: Вільнюс |
| I-Fly                | Сезонний чартер: Москва-Внуково |
| Iran Air             | Сезонні: Тегеран–Імам Хомейні |
| Iran Airtour         | Сезонні: Тебріз, Тегеран–Імам Хомейні |
| Iran Aseman Airlines | Тегеран-Імам Хомейні |
| Jet2.com             | Сезонний: Бірмінгем, Бристоль, Східний Мідландс, Единбург, Глазго, Лідс/Бредфорд, Лондон-Станстед, Манчестер, Ньюкасл |
| LOT Polish Airlines  | Сезонний чартер: Катовиці, Варшава-Шопен |
| Luxair               | Сезонний: Люксембург |
| Nordwind Airlines    | Сезонний чартер: Москва-Шереметьєво |
| Pegasus Airlines     | Адана, Анкара, Баку, Базель-Мюлуз-Фрайбург, Батман, Кельн/Бонн, Дюссельдорф, Елязиг, Ерджан, Ерзінджан, Гамбург, Хатай, Стамбул–Ататюрк, Стамбул–Сабіха Гекчен, Джидда, Кайсері, Лондон-Станстед, Мардін, Муш, Нюрнберг, Самсун, Шанлиурфа, Сівас, Штутгарт, Трабзон, Відень Сезонний: Амман, Берлін, Франкфурт, Москва–Домодєдово, Орду-Гіресун, Скоп'є, Тбілісі, Тель-Авів |
| Qeshm Air            | Сезонні: Тегеран–Імам Хомейні |
| Ryanair              | Сезонний: Катовіце |
| Saudia               | Сезонний: Джидда, Ріяд |
| Smartwings           | Сезонний чартер: Катовиці, Познань, Прага, Варшава–Шопен |
| SunExpress           | Адана, Амстердам, Анталія, Афіни, Базель-Мюлуз-Фрайбург, Берлін, Бірмінгем, Бремен, Брюссель, Кельн/Бонн, Діярбакир, Дубай, Дюссельдорф, Ерзурум, Франкфурт, Газіантеп, Гамбург, Ганновер, Хатай, Ігдир, Карс, Кайсері, Конья, Лондон–Лутон, Лондон–Станстед (з 29 жовтня 2023), Малатья, Мюнхен, Нюрнберг, Саарбрюккен, Самсун, Штутгарт, Трабзон, Ван, Відень, Цюрих Сезонний: Барселона (з 4 червня 2023 р.), Бейрут, Бодрум, Будапешт, Копенгаген, Дортмунд, Дублін, Единбург (з 29 серпня 2023), Ейндговен, Женева, Гельсінкі, Лондон–Гатвік (з 5 липня 2023), Ліон, Манчестер, Марсель, Мілан–Мальпенса, Нант, Осло-Гардермуен, Париж–Шарль де Голль, Санкт-Петербург, Скоп’є, Стокгольм–Арланда, Тбілісі, Тель-Авів, Венеція Сезонний чартер: Пловдив |
| Transavia            | Сезонний: Париж–Орлі |
| TUI Airways          | Сезонні: Бірмінгем, Лондон–Гатвік, Манчестер |
| TUI fly Belgium      | Сезонний: Брюссель, Остенде/Брюгге |
| TUI fly Netherlands  | Амстердам |
| Turkish Airlines     | Стамбул Сезонні: Франкфурт, Джидда, Медіна, Мюнхен, Штутгарт |

## Статистика
Див. джерело запитів Вікіданих та джерела.

## Наземний транспорт
З аеропорту до Ізміра можна дістатися потягами İZBAN або перонними автобусами Havas (відправлення кожні 20 хвилин, час у дорозі від 35 до 60 хвилин). А також потягами Турецьких державних залізниць від станції аеропорту — щодня виконується 14 рейсів

## Ресурси Інтернету
Вікісховище має мультимедійні дані за темою: Ізмір (аеропорт)
- Офіційний вебсайт(англ.)